# Бад Мергентхайм
Бад Мергентхайм (на немски: Bad Mergentheim) е град в Баден-Вюртемберг, Германия, с 23 064 жители (2015).
Намира се на река Таубер, на около 35 km югозападно от Вюрцбург и 56 km североизточно от Хайлброн.
Бад Мергентхайм е споменат за пръв път през 1058 г. като „Mergintaim“ (comitatus Mergintaim in pago Tubergewe) и от 1526 до 1809 г. е служебно седалище на хохмайстера на Тевтонския орден. От 1926 г. градът има названието „Бад“.